# Diecéze nanterrská
Diecéze nanterrská (lat. Dioecesis Nemptodurensis, franc. Diocèse de Nanterre) je francouzská římskokatolická diecéze. Leží na území departementu Hauts-de-Seine, jehož hranice přesně kopíruje. Sídlo biskupství i katedrála Sainte-Geneviève-et-Saint-Maurice de Nanterre se nachází ve městě Nanterre. Diecéze je součástí pařížské církevní provincie.

## Historie
Biskupství bylo v Nanterre zřízeno 9. října 1966, vyčleněním území z pařížské arcidiecéze a versailleské diecéze.
Následkem reformy pařížského regionu v roce 1964 bylo v roce 1966 rozhodnuto sjednotit hranice provincie s pařížským regionem: provincie si ponechala svou dosavadní rozlohu, ale biskupství vznikla v každém nově zřízeném departementu.
Diecéze je sufragánem pařížské arcidiecéze.
Od 7. prosince 2017, kdy byl diecézní biskup Mons. Michel Aupetit jmenován arcibiskupem pařížským, byla diecéze vakantní. v Roce 2018 byl novým biskupem nanterrským jmenován Mons. Matthieu Rougé